# Allen Weinstein
Allen Weinstein (New York, 1º settembre 1937 – Gaithersburg, 18 giugno 2015) è stato uno storico statunitense, è stato uno dei fondatori del National Endowment for Democracy insieme con Carl Gershman.

## Biografia
Figlio di immigrati ebrei russi, Weinstein è nato a New York nel 1937, il più giovane di tre figli.  I suoi genitori possedevano diverse gastronomie nel Bronx e nel Queens. Si è laureato alla DeWitt Clinton High School e al City College di New York, poi ha conseguito un dottorato di ricerca in studi americani presso la Yale University.

### Professore e redattore
Ha insegnato allo Smith College dal 1966 al 1981. Brevemente, nel 1981, ha fatto parte della redazione del Washington Post ed è stato redattore esecutivo del Washington Quarterly dal 1981 al 1983. Nel 1981 si trasferì alla Georgetown University, dove fu professore fino al 1984.  Nel 1982 è stato membro della delegazione degli Stati Uniti alla Conferenza mondiale delle politiche culturali dell'UNESCO e nel 1983 ha fatto parte della delegazione degli Stati Uniti al Programma internazionale per lo sviluppo della comunicazione sponsorizzato dall'UNESCO. È stato professore di storia alla Boston University dal 1985 al 1989.  Nel 2009, dopo essersi dimesso dalla posizione di Archivista degli Stati Uniti, ha insegnato storia all'Università del Maryland.
Durante la sua carriera nel campo dell'istruzione, Weinstein ha ricevuto due Senior Fulbright Lectureships, una borsa di studio presso il Woodrow Wilson International Center for Scholars e una borsa di studio presso l'American Council for Learned Societies.

### Morte
Weinstein morì di polmonite il 18 giugno 2015, all'età di 77 anni, in una casa di cura a Gaithersburg, nel Maryland, dopo aver sofferto della malattia di Parkinson.